# Cruz do Soito
Cruz do Soito é uma aldeia da União de Freguesias de São Pedro de Alva e São Paio de Mondego, Município de Penacova e do distrito de Coimbra com uma população de 97 habitantes (2021). Dista 2 km da sede de freguesia e, é servida pelas estradas Nacional 17-2 e Municipal 530, ambas com ligação ao IC6. Comummente são considerados parte integrante da povoação os lugares de Fonte do Forno, Cabecinha, Atouguia, Bica e Vista Alegre. A sua festa em honra de São João Batista realiza-se no fim de semana mais próximo do dia 24 de Junho.